# Hellmuth Christian Wolff
Hellmuth Christian Wolff (* 23. Mai 1906 in Zürich; † 1. Juli 1988 in Leipzig) war ein deutscher Musikwissenschaftler, Maler und Komponist.

## Leben
Wolff wurde 1906 als Sohn Hellmuth Wolffs, Professor für Statistik und Verkehrswesen, in Zürich geboren. Er wuchs in Halle/Saale auf; nach dem Abitur 1925 am humanistischen Stadtgymnasium Halle studierte er Musikwissenschaft (bei Hermann Abert, Friedrich Blume, Curt Sachs, Arnold Schering und Erich Moritz von Hornbostel) sowie Kunstwissenschaft (bei Edmund Hildebrandt und Paul Frankl) und Philosophie (bei Max Dessoir) an der Friedrich-Wilhelms-Universität zu Berlin und der Martin-Luther-Universität Halle-Wittenberg. Eine Studienreise führte ihn 1927 nach Italien. Von 1925 bis 1933 war er Mitglied der Freien Volksbühne Berlin; 1933/34 arbeitete er als Assistent für Regie und Dramaturgie (bei Heinz Hilpert) an der Volksbühne Berlin. 1936 wurde er bei Arnold Schering mit der Dissertation Die Venezianische Oper in der zweiten Hälfte des 17. Jahrhunderts an der Philosophischen Fakultät zum Dr. phil. promoviert. Seit dieser Zeit trat er auch kompositorisch in Erscheinung (Opern, Ballette, Orchesterwerke, Vokal- und Kammermusik).
Im Jahr 1936 arbeitete er mit Hermann Scherchen in Winterthur/Schweiz zusammen. Eine Habilitation (in Berlin) wurde ihm 1941 zunächst aus politischen Gründen verwehrt; eine Dozentur erhielt er bis 1945 nicht. 1942 habilitierte er sich mit einer Arbeit über „Die Hamburger Oper im Zeitalter des Barock (1678–1738)“ an der Philosophischen Fakultät der Christian-Albrechts-Universität Kiel. Die Gutachter waren Arnold Schering, Friedrich Blume und Max Schneider. Von 1942 bis 1944 war er Geschäftsführer der Niedersächsischen Musikgesellschaft und Städtischer Musikbeauftragter in Braunschweig und gab 1943/44 das Mitteilungsblatt der Niedersächsischen Musikgesellschaft heraus. 1943 bearbeitete und übersetzte er die Händel-Oper Agrippina.
Von 1945 bis 1947 wirkte er als Dirigent in Halle. Seine Lehrprobe 1947 hielt er zum Thema „Die Barockmusik auf der Bühne der Gegenwart“. Im selben Jahr wurde er als Dozent für Musikwissenschaft mit Lehrauftrag für moderne Musik an die Universität Leipzig berufen. 1954 wurde er Professor mit Lehrauftrag für Musikwissenschaft am Institut für Musikwissenschaft. Ferner war er Studiengangsinitiator (für außereuropäische Musik); sein Hauptforschungsgebiet war die Geschichte der Oper. 1960 erhielt er einen vollen Lehrauftrag  und wurde stellvertretender Direktor des Institutes für Musikwissenschaft und des Musikinstrumentenmuseums. Er widmete sich den Komponisten Béla Bartók, Felix Mendelssohn Bartholdy, Igor Strawinsky, Arnold Schönberg, Alban Berg, Anton Webern und Paul Hindemith sowie der Komponistengruppe Les Six, wobei er persönlich mit Igor Strawinsky und Paul Hindemith sowie Luigi Nono und Ernst Krenek bekannt war. 1967 wurde gegen ihn aufgrund des (unveröffentlichten) Artikels Rohrstock und Zeigefinger, den er an die Ostberliner Wochenzeitschrift Der Sonntag gesandt hatte, ein Disziplinarverfahren eröffnet, im Zuge dessen er fristlos entlassen wurde. 1968 wurde er rückwirkend lediglich als befristeter Assistent wieder eingestellt. Er widmete sich nunmehr dem Händel-Handbuch. 1971 trat er in den Ruhestand. Postum (1991) wurde seine Disziplinarstrafe von 1967 von der Rehabilitierungskommission der Universität Leipzig aufgehoben.
1945 gehörte Wolff zu den Mitbegründern des Kulturbundes der DDR. Von 1958 bis 1967 war er Mitarbeiter der Internationalen Felix-Mendelssohn-Gesellschaft in Basel. Von 1963 bis 1965 war er Vorstandsmitglied des Beirates der Gesellschaft für Musikforschung. Ab 1961 war er korrespondierendes Mitglied der Vereniging voor Nederlandse Muziekgeschiedenis in Utrecht sowie ab 1977 Mitglied der Accademia Filarmonica in Bologna und ab 1979 der Accademia dei Concordi in Rovigo. Er leitete die Kommission zur Herausgabe eines Répertoire iconographique de l’opéra und war Vorstandsmitglied in der gesamtdeutschen Gesellschaft für Musikforschung und in der International Musicological Society.
Ab Mitte der 1950er Jahre widmete er sich auch der Bildenden Kunst (zahlreiche Ölbilder, Aquarelle und Zeichnungen) mit Ausstellungen in Leipzig und Düsseldorf.
Wolff, evangelisch-lutherisch, war mit der Sängerin Liselotte Zeman verheiratet und Vater zweier Kinder, darunter die Festival-Direktorin Ann-Elisabeth Wolff (* 1953).

## Publikationen (Auswahl)
- Die Venezianische Oper in der zweiten Hälfte des 17. Jahrhunderts (1937)
- Agrippina – eine italienische Jugendoper von G. F. Händel (1943)
- Die Musik der alten Niederländer (15. und 16. Jahrhundert) (1956)
- Die Händel-Oper auf der modernen Bühne (1957)
- Die Barockoper in Hamburg (1678–1738) (2 Bd., 1957)
- Oper – Szene und Darstellung von 1600 bis 1900. Musikgeschichte in Bildern (1968)
- Die Oper (1971–1973)
- Ordnung und Gestalt – die Musik von 1900 bis 1950 (1978)
- Geschichte der komischen Oper (1981)